# Wilhelm Reich
Wilhelm Reich (Dobzau, 24 de março de 1897 — Lewisburg, 3 de novembro de 1957) foi um psiquiatra, sexólogo, psicanalista, biólogo e físico austríaco-americano de ascendência judaica, mais conhecido como uma das figuras mais radicais da história da psiquiatria. Ele foi o autor de vários livros, incluindo Psicologia de Massas do Fascismo e Análise do Caráter, ambos publicados em 1933. Ele é o pai da bioenergética, incluindo através de seu ex-colaborador Alexander Lowen.
Psicólogo e analista freudiano, ele elaborou as teorias de Freud nos anos 1920 em sua obra A Revolução Sexual, enfatizando a experiência e os processos psicológicos coletivos e não individuais. Seu trabalho influenciou uma geração de intelectuais, incluindo Saul Bellow, Norman Mailer e Robert Anton Wilson ajudaram a desenvolver inovações como a terapia gestalt de Fritz Perls e a terapia primal de Arthur Janov.
Mais tarde na vida, ele se tornou uma figura controversa que foi amada e odiada ao mesmo tempo. Ele violou alguns tabus psicanalíticos, como desenvolver psicoterapia orientada para o corpo que envolvia toque durante uma sessão. Depois de vários anos de pesquisa microbiológica, ele afirmou ter descoberto uma energia cósmica primordial que chamou de orgônio. Ele construiu acumuladores de energia orgônio para os pacientes se sentarem para melhorar sua saúde e relatou bons resultados. Isso resultou em matérias na mídia sobre caixões sexuais que poderiam curar o câncer. Em 1947, a Food and Drug Administration considerou suas experiências com orgônio como uma fraude "de primeira magnitude". Em 1956, ele foi condenado a dois anos de prisão e todas as suas obras e material de laboratório foram apreendidas e queimadas por uma ordem judicial. Um ano depois, Reich morreu na prisão, vítima de um ataque cardíaco, vários dias antes de solicitar sua liberdade condicional.

## Biografia

### Primeiros anos
Nasceu em 24 de março de 1897 em Dobzau, uma pequena aldeia da Galícia (hoje, noroeste da Ucrânia e, à época, território pertencente ao Império Austro-Húngaro), no seio de uma família abastada de proprietários judeus germanizados. Era filho de Leon e Cäcylie (Roniger) Reich. Pouco depois, a família mudou-se para o sul, para a região da Bucovina, onde o pai foi gerir uma grande fazenda em Jujinetz. O jovem Reich foi educado estritamente segundo a cultura alemã e os pais mantiveram-no sempre afastado da população judaica de cultura iídiche. Até aos 13 anos, teve, sempre, professores particulares e, depois, estudaria no liceu de Czernowitz.
Desde cedo, vivendo na fazenda e em contacto direto com a natureza, se interessou pelos fenómenos e funções naturais. Na sua autobiografia de juventude, Passion of Youth, Reich conta que, aos quatro anos, já sabia o essencial sobre a sexualidade animal e humana e que, nessa tenra idade, tentou intimidade erótica com uma criada. Aos onze anos e meio, teve a sua primeira cópula, com a cozinheira da casa, que lhe ensinou os movimentos de vaivém do coito.
Em 1909, Cäcylie, durante as frequentes viagens e ausências do seu ciumento e colérico marido, foi seduzida pelo preceptor dos filhos. O jovem Wilhelm chegou a escutar os sons dos amantes. No início de 1910, Leon acabaria por descobrir o adultério, com o involuntário testemunho do aterrado Wilhelm. A partir de então, Leon passou a atormentar e a humilhar impiedosa e diariamente a sua mulher, de tal forma que Cäcylie acabou por se suicidar com veneno, morrendo em 1 de Outubro de 1910, no culminar de uma tragédia familiar que muito traumatizaria Reich.
Em 1914, cheio de remorsos, o pai contraiu voluntariamente uma pneumonia que degenerou em tuberculose e morreu, deixando o jovem Reich e seu irmão Robert (nascido em 1900) desamparados e com a gestão da fazenda em circunstâncias muito difíceis. Apesar de tudo, Reich prossegue os seus estudos, mas no ano seguinte, no decurso da I Guerra Mundial, a região é invadida pelos Russos e a fazenda é destruída. Reich teve de fugir para Viena completamente arruinado, e se alistou no exército austríaco, graduando-se como oficial e servindo na frente italiana.
Em 1918, com o final da guerra, Reich regressou a Viena e à vida civil e, ansioso por aprender rapidamente uma profissão que lhe permitisse subsistir, ingressou no curso de direito, o mais breve de todos, mas depressa se aborreceu e logo se transferiu para a Faculdade de Medicina, onde, aluno superdotado, e valendo-se do seu estatuto especial de veterano de guerra, completou o curso de seis anos em apenas quatro. Sobrevivia dando explicações aos seus colegas.
Em 1919, ao preparar um seminário sobre sexologia, conhece Freud e fica bastante impressionado com o seu mestre: "Ao contrário dos outros psicanalistas, Freud não se dava ares e comportava-se com naturalidade. Os seus movimentos eram ágeis e descontraídos."

### Carreira
Com uma carreira prolífica, com muitos livros editados, Reich se interessou, estudou e elaborou teorias em muitos ramos da ciência, como psicologia, psicanálise, biologia, sociologia, educação, química, física, sexologia, filosofia e vários outros. Pesquisou desde o ser humano e as plantas até as galáxias e a atmosfera, colocando sua multiplicidade dentro de uma ciência que criou denominada Orgonomia.
Seus livros mais famosos são: "A Função do Orgasmo", "A Biopatia do Câncer", "Análise do Caráter", "A Revolução Sexual", "Psicologia de Massas do Fascismo", "O Assassinato de Cristo", "Escuta, Zé Ninguém", "Éter, Deus e o Diabo".

### Vida pessoal
Formando-se em 1922, inicia seus trabalhos com o tratamento de pacientes com distúrbios mentais na Universidade Neurológica e Psiquiátrica, junto a Paul Schilder. Inclui, no tratamento, técnicas de hipnose e de psicoterapia.
Em 1924, faz sua pós-graduação, se tornando membro integrante da Sociedade Psicanalítica de Viena, na qual ficou até 1930.
Foi casado com Annie Reich (que se tornaria psicanalista), de quem se divorciou em 1932, e com a qual teve duas filhas, Eva e Lore. Viveu mais tarde com a bailarina Elsa Lindenberg, de quem se separou ao partir para os Estados Unidos. Pouco depois de lá chegar, viveu com a sua assistente Ilse Ollendorf, com quem se casou e com quem teve um filho, Peter. Mais tarde, divorciou-se e teve uma ligação com a bióloga e colaboradora Aurora Karrer, sua última companheira.
Em 1933, é forçado pelo nazismo a sair da Alemanha, mudando-se para Oslo, na Noruega, laborando no Instituto de Psicologia da universidade local. Ali, vive até 1939, quando muda-se para Nova Iorque, cuidando de divulgar suas ideias, agora na língua inglesa, tendo seu "A função do orgasmo" sido publicado pela primeira vez neste idioma em 1942.
Nos Estados Unidos, Reich cria um instituto para o estudo do "orgônio", passando a fazer muitas pesquisas, inclusive para tratamento do câncer, pesquisas essas publicadas em seu livro "A Biopatia do Câncer". Em 1954, passa a ser investigado pela Food and Drug Administration, o que lhe rende um processo e posterior aprisionamento, após infrutíferas tentativas de apelação. Reich não reconhecia outra pessoa na defesa de sua ciência que não ele mesmo.

Preso em 12 de março de 1957, morre de ataque cardíaco em 3 de novembro do mesmo ano.